# Les Carrefours de l'étrange
 (novembre 2022).
Si vous disposez d'ouvrages ou d'articles de référence ou si vous connaissez des sites web de qualité traitant du thème abordé ici, merci de compléter l'article en donnant les références utiles à sa vérifiabilité et en les liant à la section « Notes et références ».
Les Carrefours de l'étrange sont une collection des éditions du Rocher (Monaco) de 1979 à 1981, consacrée au paranormal et à l'ufologie. Cette collection comptait également parmi ses titres les volumes collectif intitulés Annales de l'étrange. Par la suite, elle prend le nom de Aux confins de l'étrange.

## Principaux auteurs de la collection
- Jean-Pierre Chambraud
- Michel de Roisin
- Robert-Jean Victor
- Marcel Clairac
- Sylvan Muldoon
- Robert Arnoux
- Jean-Paul Bourre
- Jean-Charles Fumoux